# 협궤
협궤(狹軌, 영어: narrow-gauge railway, narrow-gauge railroad) 또는 좁은 철길은 표준궤보다 폭이 좁은 궤간을 가진 철도 선로를 말한다.
협궤는 특정한 궤간을 의미하는 용어가 아니며, 표준궤보다 폭이 좁은 궤간을 일괄하여 부르는 호칭이다. 대표적인 협궤간으로는 1,067mm(케이프 궤간), 1,372mm(스코틀랜드 궤간), 1,000mm(미터 궤간), 891mm, 762mm(보스니아 궤간), 610mm 등이 있다.

## 특성
협궤는 그 부설의 용이성과 저렴함을 배경으로 경편철도용 또는 옛 식민지 지역 또는 교통량이 한산한 구간, 산악 등 지형이 열악한 구간의 철도 부설에 널리 이용되었다. 일본, 남아프리카 공화국, 오스트레일리아(퀸즐랜드주), 필리핀 등이 케이프 궤간을, 인도네시아, 베트남, 타이 등이 미터 궤간을 표준으로 규정하였다. 또한 협궤로 된 구간을 현재 운행하고 있는 주요 국가로 스위스, 프랑스, 독일, 중국, 러시아(사할린주)이 있다.
협궤의 경우 더 급격한 선형을 적용할 수 있으며, 노반 축조에 적은 비용이 소요된다. 또한, 이러한 이유로 더 빠르고 저렴하게 부설할 수 있다. (일례로 수인선의 경우 52km 전 구간을 부설하는데 1년도 채 걸리지 않았다.) 이러한 장점은 시가지, 산악 구간과 같은 지형적인 조건이 열악한 경우, 또는 경제성이 떨어지는 노선의 경우에 상당히 부합하는 특성이라 할 수 있으며, 특히 도로 교통이 발달하지 않았던 과거에는 협궤 철도가 크게 보급될 수 있는 원동력이 되었다.
그러나 원심력이 크게 발생하고 이를 완화하기 위한 캔트(Cant) 증량에 한계가 있다. 차량의 연착이 잦은데다, 그에 따라 고속 운행에는 적합하지 않은데다 안정성이 떨어지며, 큰 하중을 부담할 수 없어 차량의 대형화, 중량화에 어려움이 존재한다. 또한 협궤의 십중팔구는 다른 철도하고 구분되는 궤간을 채용한 경우가 많아서 노선 상호간의 직결 운행이 불가능한 경우가 많아 철도 영업의 통합과 연계에 많은 제약을 받고 있는 실정이다. 따라서 현재로서 특정국 또는 기업의 표준으로 정의해 두고 있는 경우를 제외하고는 그 이용 빈도가 점점 줄어들고 있다.

## 한국의 협궤선
한국의 경우 수인선(남인천-수원), 수려선(수원-여주), 함평궤도(학교(현 함평)-함평(구)) 등이 있었으나 현재 폐선되었고, 수인선의 경우에는 표준궤 복선 전철로 재건설 되었다. 해방 이전 사설 철도 다수는 일본의 경편철도 기준에 따라 협궤로 부설된 경우가 있으나, 당시 조선총독부에 의한 수 차례의 인수합병 과정에서 표준궤로 개궤하였다.
북한 지역은 전반적으로 과소지가 많고 산악 지형이 많아, 일제 강점기에 부설된 다수의 철도가 협궤로 부설되었다. 대표적으로 백무선(백암-무산), 백천선(장방-백천), 장진선(오로-사수) 등이 협궤간으로 부설되었으며, 황해선 계통과 개천선은 개궤되었지만 나머지 노선은 남한과 달리 해당 궤간을 계속해서 사용하고 있으며, 일부 구간은 전기 운전을 실시하고 있기도 하다.
이하의 각 궤간별 항목은 주로 한국에서의 사용례를 중심으로 정리하였다.

### 610mm 협궤
이 궤간은 흔히 2피트 궤간으로 불리는 궤간으로, 주로 산림철도와 같은 특수한 노선에 쓰인다. 한국에서는 부산궤도에서 사용했던 것이 유일무이하다.
현재는 남이섬 내 운행되는 관광열차 및 철도의 궤간이며, 섬진강기차마을 내에 있는 미니열차 에도 사용되고 있다.

### 762mm 협궤

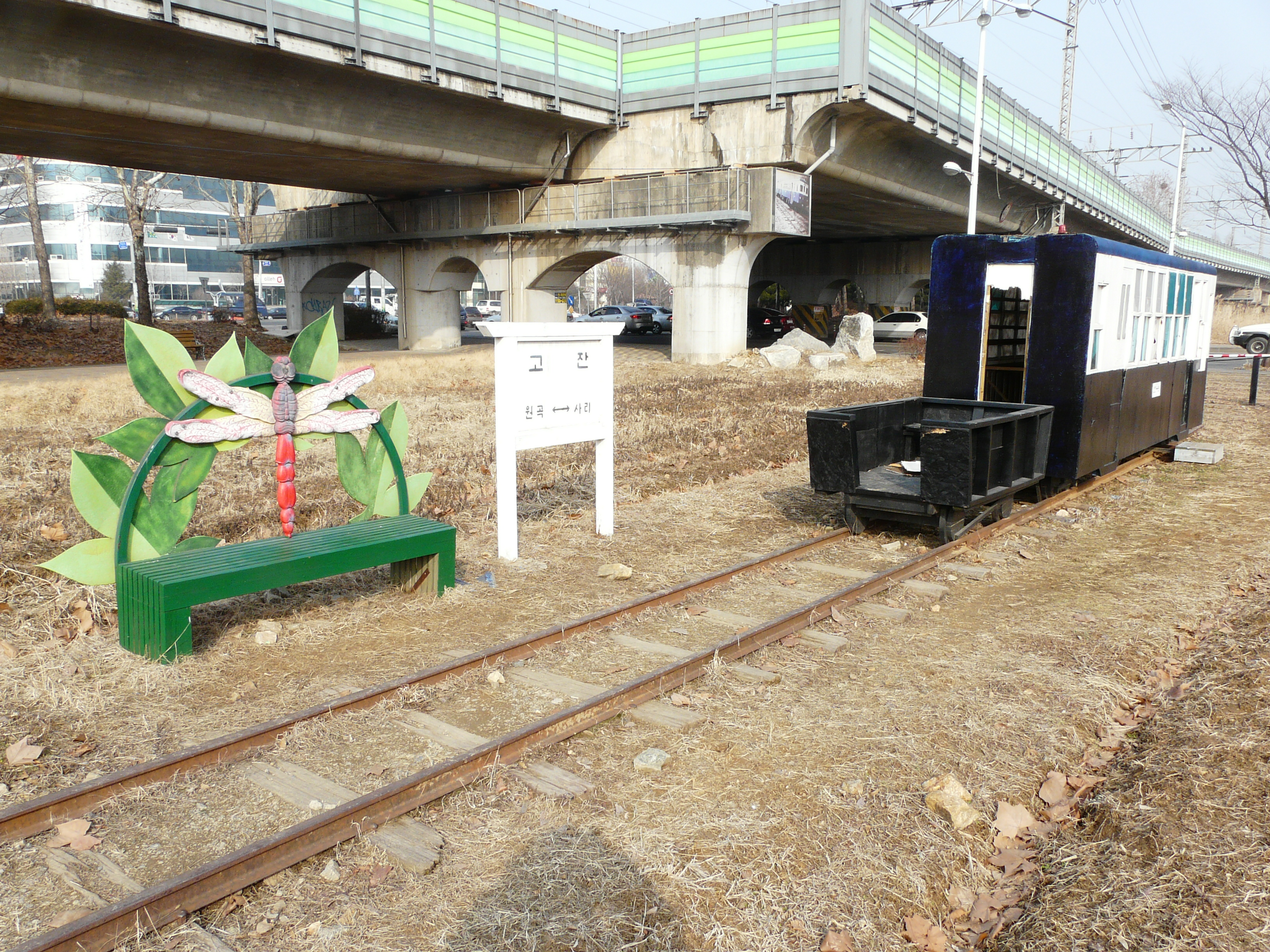
구 수인선 협궤

이 궤간은 일본에서는 특수 협궤로 불리며, 해외에서는 2피트 6인치 궤간 등으로 불린다.
한국의 762mm 궤간 철도는 산림철도 또는 경편철도 용도로 부설된 것이 최초이며, 일제강점기 당시 사설철도를 중심으로 채용례가 존재한다. 주로 동해안 지역 또는 북한 지역에 다수 설치되었다. 한국에서는 1995년 수인선 한대앞-수원 구간의 폐지와 함께 이 궤간을 채용한 철도는 전부 폐지되었으나, 북한 지역에는 전기철도화되어 여전히 사용되고 있다.
남한 지역에서 이 궤간을 사용했던 노선은 다음과 같다.
- 수인선 (1995년 영업 중지), 52.0km
- 수려선 (1972년 폐지), 73.4km
- 조선와사전기주식회사 부산진-동래온천 간 (1912~1931, 이후 1067mm 개궤), 시내 노선(1915~1931, 이후 1067mm 개궤)
- 전북경편철도주식회사 이리-전주 간(1913~1927, 국영화 후 표준궤 전환), 30.2km
- 조선중앙철도주식회사 대구-학산 간(1916~1928, 국영화 후 표준궤 전환), 148.2km

북한 지역에서 이 궤간을 사용 중이거나 사용했던 노선은 다음과 같다.
- 신흥선 일부, 동흥-부전호반 간, 구 신흥철도주식회사 송흥선, 43.7km
- 장진선, 영광(구 오로)-사수 간, 구 신흥철도 장진선, 58.6km
- 서호선, 서함흥-서호 간, 18.3km
- 강계선, 강계-낭림 간, 57.0km
- 운산선, 북신현-삼산 간, 48.6km, 현재 영업중지
- 백무선, 백암-무산 간, 구 국유철도 백무선, 191.7km
- 보천선, 위연-평물 간, 영업km 불명
- 삼지연선 가림-못가 간, 81.7 km

### 1,067mm 협궤

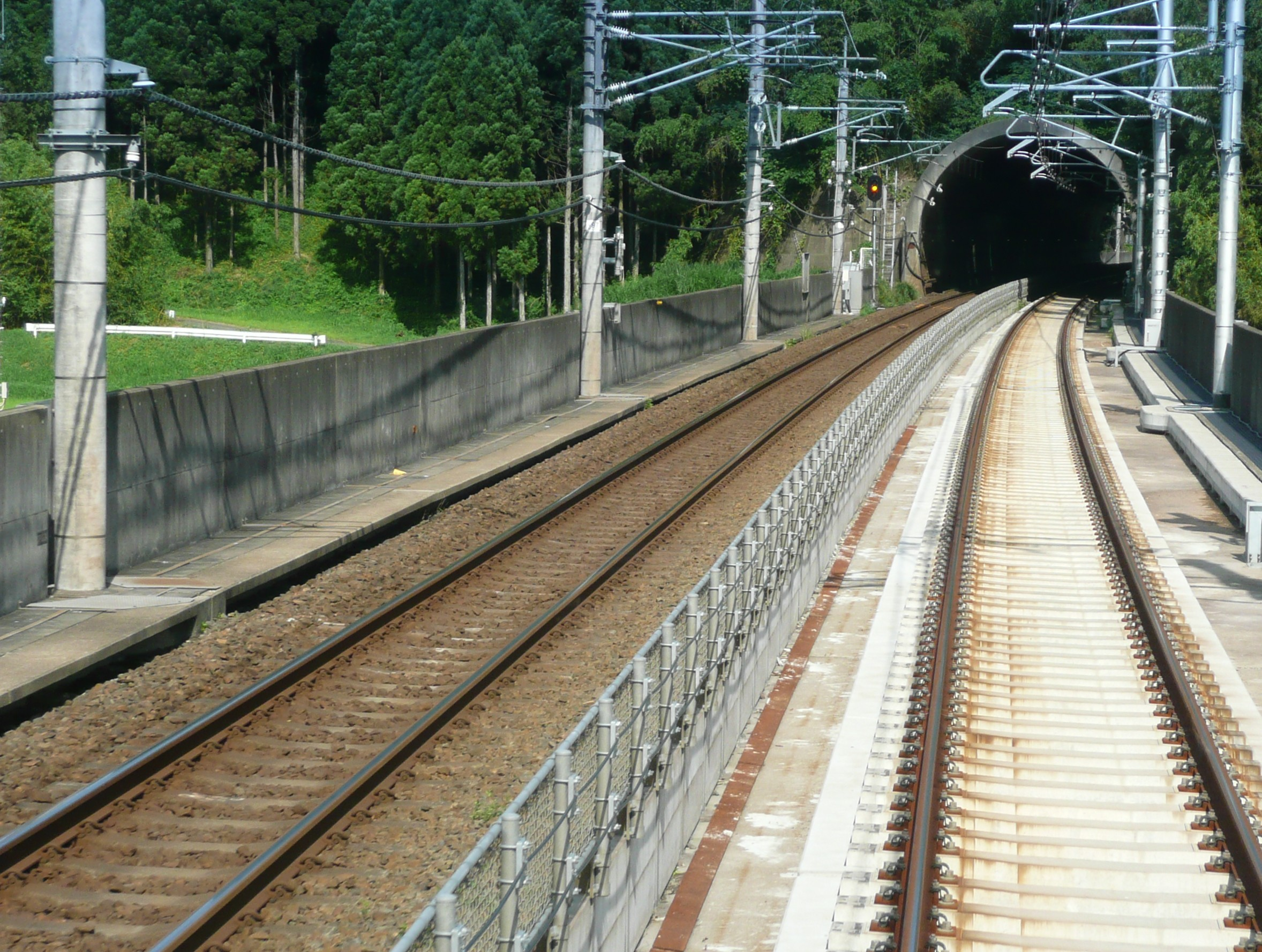
좌 : JR나리타선 (1,067mm 협궤)</br>우 : 게이세이 전철 나리타 공항선 (1,435mm 표준궤)

이 궤간은 일본, 뉴질랜드, 남아프리카 공화국에서 국가 표준 궤간으로 사용 중이며, 호주 퀸즐랜드 주 등지에서 사용되고 있다.
한국에서 이 궤간은 과거 궤도법의 적용을 받는 시가전차 등 궤도에 대해서만 적용되었다. 이 궤간의 최초 설치는 1899년 서울시 전차가 최초로 생각되며, 이후 평양, 부산 등지에 파급되었다. 1930년대에는 함평궤도, 경성궤도 등지에 파급 적용되었으나, 1960년대에 각 궤도선의 폐업, 1968년 서울시가전차의 폐지로 인해 남한에서는 전부 폐지되었다.
북한의 경우 시가전차가 유지됨은 물론, 한국전쟁 이후에 추가로 개업한 도시가 존재하나, 그 궤간에 대해서는 불명확하다. 단, 일반 교외, 간선 철도에서의 1067mm 궤간 채용은 전무한 것으로 알려져 있다.
남한 지역에서 이 궤간을 사용했던 노선은 다음과 같다.
- 서울전차 (1968년 폐지), 40.6km
- 부산전차 (1968년 폐지), 21.7km
- 경성궤도 (1966년 폐지), 13.5km
- 함평궤도 (1960년 폐지), 6.1km

북한 지역에서 이 궤간을 사용 중이거나, 사용했던 노선은 다음과 같다.
- 평양전차(1923~1951 현재 노선과 무관한 과거 노선) 11.3km

| - 표준궤에 비해서 곡률 반경을 줄일 수 있으므로 부지 확보가 용이하다. - 건설 및 유지보수비용이 저렴하다. - 여객 수요가 적은 시골이나 곡선 구간이 많은 산악 지형에 적합하다. | - 차량 연착이 잦은데다, 고속 운행에는 적합하지 않다. - 철도차량의 전폭하고 실내공간이 감소하게 되며, 승차감이 좋지 않다. - 더 작은 차량에다 좁은 궤간으로 인한 불안정성을 고려해야 한다. - 기상 조건에 따른 운행 제약이 뒤따른다. - 표준궤에 비해서 허용 최고 속도와 축중이 낮다. - 협궤는 표준궤 대비 안전성이 떨어진다. 궤간이 좁을수록 차륜이 작아지며, 더 좁은 윤축은 고속 운행 시 안정적인 운행이 곤란하며 고속 운행 시 발생하는 사행동 억제가 어렵다. 그리고 협궤를 사용하는 차량은 기본적으로 표준궤 차량보다 크기가 작고 가볍기 때문에 열차하고 무거운 물체(트럭, 버스 등)가 충돌하는 사고가 발생할 경우, 열차가 탈선되거나 전도될 위험이 높다. |

## 참고 문헌
1. ↑  철도차량이 곡선 지점을 원활하게 통과할 수 있도록 바깥쪽 레일을 높게 부설하는 것.
2. ↑  철도청(1999). 한국철도백년사. 및 철도청(1993). 한국철도요람집.[쪽 번호 필요]
3. ↑  国分隼人(2007). 将軍様の鉄道 - 北朝鮮鉄道事情. 新潮社. ISBN 4-10-303731-8[쪽 번호 필요]
4. ↑  강생회(1960).한국교통연감 1960.[쪽 번호 필요]
5. ↑  이것은 대형차량하고 충돌했을 때 쉽게 탈선하지 않는 광궤 열차하고는 대조적이다.

## 같이 보기
- 표준궤
- 광궤
- 일본의 궤간 변경에 관한 논쟁